# Mendoza nobilis
Mendoza nobilis is een spinnensoort in de taxonomische indeling van de springspinnen (Salticidae).
Het dier behoort tot het geslacht Mendoza. De wetenschappelijke naam van de soort werd voor het eerst geldig gepubliceerd in 1861 door Grube.